# Milioliporoidea
Milioliporoidea es una superfamilia de foraminíferos cuyos taxones tradicionalmente se han incluido en la superfamilia Soritoidea, del suborden Miliolina y del orden Miliolida. Su rango cronoestratigráfico abarca desde el Djulfiense superior (Pérmico superior) hasta la Rhaetiense (Triásico superior).

## Clasificación
Milioliporoidea incluye a la siguiente familia:
- Familia Milioliporidae